# منشأة عبد الرحمن
قرية منشأة عبد الرحمن هي إحدى القرى التابعة لمركز دكرنس في محافظة الدقهلية في جمهورية مصر العربية. حسب إحصاءات سنة 2006، بلغ إجمالي السكان في منشأة عبد الرحمن 14539 نسمة، منهم 7304 رجل و7235 امرأة.